# Idealoperator
In der abstrakten Algebra ist ein Ideal eine Teilmenge einer algebraischen Struktur mit mindestens einer multiplikativen zweistelligen Operation, die abgeschlossen bezüglich Produkten mit Elementen aus der gesamten Struktur ist.
Die Ideale gleichen Typs auf einer gegebenen algebraischen Struktur bilden stets ein Hüllensystem, das Idealsystem genannt wird. Zu jedem Idealsystem ist immer ein entsprechender Hüllenoperator gegeben (und umgekehrt), das ist der zugehörige Idealoperator.
Zur einfacheren Darstellung wird hier nur der kommutative Fall beschrieben. Verzichtet man auf die Kommutativität der Multiplikation, dann handelt es sich im Folgenden jedoch um Linksideale, und vertauscht man bei jedem Produkt den linken und den rechten Faktor, ergeben sich entsprechend Rechtsideale. Zweiseitige Ideale oder einfach nur Ideale sind sowohl Links- als auch Rechtsideale. Bei Kommutativität besteht kein Unterschied zwischen diesen drei Arten von Idealen.

## Ringideale
Zahlentheoretische Untersuchungen von Zahlenbereichen, bei denen eine eindeutige Primfaktorzerlegung von Elementen nicht mehr gegeben war, führten zur Entwicklung der „klassischen“ Idealtheorie für kommutative Ringe.

### Definition
Ist {\displaystyle (R,+,\cdot )} ein Ring, dann ist ein (dedekindsches) Ideal oder {\displaystyle d}-Ideal die Trägermenge {\displaystyle A_{d}\subseteq R} einer Untergruppe von {\displaystyle (R,+)}, für die gilt:
{\displaystyle \forall r\in R\;\forall a\in A_{d}:}
{\displaystyle r\cdot a\in A_{d}.}

### Eigenschaften
- Die Ideale eines Rings sind genau die Kerne der Ringhomomorphismen des Ringes.
- Die Ideale eines Rings bilden jeweils ein Hüllensystem, so dass die Ideale durch den zugehörigen Hüllenoperator {\displaystyle (\;)_{d}} gegeben sind.

### Bemerkungen
- Es entstanden weitere Idealbegriffe für Ringe, aber auch für andere algebraische Strukturen wie Verbände, Halbgruppen, Halbringe usw., die (mindestens) eine assoziative zweistellige Operation besitzen.
- Es gibt auch Ideale bei algebraischen Strukturen mit nicht assoziativen zweistelligen Operationen, beispielsweise Lie-Algebren.
- Der Begriff des Verbandsideals wurde auch für beliebige halbgeordnete Mengen zum Ordnungsideal verallgemeinert.
- In der Regel lässt man den Index weg, wenn klar ist, um welchen Hüllenoperator es sich handelt.

## Allgemeine Idealoperatoren
Da in der Regel nur die jeweilige assoziative zweistellige Operation entscheidend für die Faktorisierung ist (der nicht assoziative Fall wird im Folgenden nicht behandelt), ist es für eine allgemeine Idealtheorie ausreichend, Halbgruppen zu betrachten:
Gegeben sei im Folgenden stets eine kommutative multiplikative Halbgruppe {\displaystyle (S,\cdot )}, und es sei
{\displaystyle \cdot :{\mathfrak {P}}(S)\times {\mathfrak {P}}(S)\to {\mathfrak {P}}(S),(A,B)\mapsto A\cdot B:=\{a\cdot b\mid a\in A,b\in B\},}
die Komplexmultiplikation über {\displaystyle (S,\cdot )}, wobei {\displaystyle {\mathfrak {P}}(S):=\{A\mid A\subseteq S\}} die Potenzmenge von {\displaystyle S} ist.
{\displaystyle {\bigl (}{\mathfrak {P}}(S),\cup ,\cap ,\cdot {\bigr )}} bildet dann einen unter anderem kommutativen, assoziativen, vollständigen multiplikativen Verband mit einem Nullelement {\displaystyle \emptyset }.

### Definition
Es soll nun
{\displaystyle (\;)_{x^{*}}:{\mathfrak {P}}(S)\to {\mathfrak {P}}(S),A\mapsto (A)_{x^{*}},}
ein Hüllenoperator auf {\displaystyle S} sein, mit der Eigenschaft, dass
{\displaystyle \forall A\in {\mathfrak {P}}(S):}
{\displaystyle S\cdot (A)_{x^{*}}\subseteq (A)_{x^{*}}.}
{\displaystyle (\;)_{x^{*}}} wird dann ein {\displaystyle x^{*}}-Idealoperator oder kurz {\displaystyle x^{*}}-Operator auf {\displaystyle (S,\cdot )} genannt, {\displaystyle {\mathfrak {I}}_{x^{*}}:=\{(A)_{x^{*}}\mid A\in {\mathfrak {P}}(S)\}} ist das {\displaystyle x^{*}}-Idealsystem bzw. {\displaystyle x^{*}}-System zu {\displaystyle (\;)_{x^{*}}}, ein {\displaystyle A_{x^{*}}\in {\mathfrak {I}}_{x^{*}}} heißt {\displaystyle x^{*}}-Ideal und {\displaystyle (A)_{x^{*}}} ist das von {\displaystyle A\in {\mathfrak {P}}(S)} erzeugte {\displaystyle x^{*}}-Ideal. {\displaystyle (a_{1},\cdots ,a_{n})_{x^{*}}:=(\{a_{1},\cdots ,a_{n}\})_{x^{*}}} bezeichnet das von {\displaystyle a_{1},\cdots ,a_{n}\in S,n\in \mathbb {N} ,} erzeugte {\displaystyle x^{*}}-Ideal und {\displaystyle (a)_{x^{*}}} ist das von {\displaystyle a\in S} erzeugte {\displaystyle x^{*}}-Hauptideal.

### Bemerkung
- {\displaystyle \emptyset } ist gewöhnlich kein Ideal, weil es aber für die Idealarithmetik von Vorteil ist, soll hier auch {\displaystyle (\emptyset )_{x^{*}}=\bigcap {\mathfrak {I}}_{x^{*}}} ein unechtes {\displaystyle x^{*}}-Hauptideal sein, falls {\displaystyle (\emptyset )_{x^{*}}=\emptyset }.
- Zur Unterscheidung von Idealen und beliebigen Teilmengen von {\displaystyle S} werden im Folgenden die Ideale, im Gegensatz zu beliebigen Teilmengen, mit einem entsprechenden Index versehen.

### Idealverbände
Auf {\displaystyle {\mathfrak {I}}_{x^{*}}} sind zwei zweistellige Operationen
{\displaystyle \vee _{x^{*}}:{\mathfrak {I}}_{x^{*}}\times {\mathfrak {I}}_{x^{*}}\to {\mathfrak {I}}_{x^{*}},(A_{x^{*}},B_{x^{*}})\mapsto A_{x^{*}}\vee _{x^{*}}B_{x^{*}}:=(A_{x^{*}}\cup B_{x^{*}})_{x^{*}},}
{\displaystyle \wedge _{x^{*}}:{\mathfrak {I}}_{x^{*}}\times {\mathfrak {I}}_{x^{*}}\to {\mathfrak {I}}_{x^{*}},(A_{x^{*}},B_{x^{*}})\mapsto A_{x^{*}}\wedge _{x^{*}}B_{x^{*}}:=(A_{x^{*}}\cap B_{x^{*}})_{x^{*}},}
gegeben, so dass {\displaystyle ({\mathfrak {I}}_{x^{*}},\vee _{x^{*}},\wedge _{x^{*}})} einen vollständigen Verband bildet, den Verband der {\displaystyle x^{*}}-Ideale von {\displaystyle (S,\cdot )}. Dabei ist {\displaystyle \vee _{x^{*}}} die {\displaystyle x^{*}}-Idealverbindung, {\displaystyle \wedge _{x^{*}}} der {\displaystyle x^{*}}-Idealdurchschnitt.
Wie für alle Hüllensysteme gilt auch für jedes {\displaystyle x^{*}}-Idealsystem:
{\displaystyle \forall A,B\in {\mathfrak {P}}(S):}
{\displaystyle A_{x^{*}}\wedge _{x^{*}}B_{x^{*}}=A_{x^{*}}\cap B_{x^{*}}.}

### Algebraische Idealoperatoren
{\displaystyle ({\mathfrak {I}}_{x^{*}},\vee _{x^{*}},\wedge _{x^{*}})} ist genau dann algebraisch, wenn {\displaystyle (\;)_{x^{*}}} algebraisch ist, also
{\displaystyle \forall a\in S\;\forall A\in {\mathfrak {P}}(S):}
{\displaystyle A\neq \emptyset } und {\displaystyle a\in (A)_{x^{*}}\implies \exists a_{1},\cdots ,a_{n}\in A;n\in \mathbb {N} :a\in (a_{1},\cdots ,a_{n})_{x^{*}}.}
Bezeichnet {\displaystyle |A|} die Mächtigkeit der Menge {\displaystyle A}, so existiert mit
{\displaystyle (\;)_{x_{s}^{*}}:{\mathfrak {P}}(S)\to {\mathfrak {P}}(S),A\mapsto (A)_{x_{s}^{*}}:=\bigcup \{(N)_{x^{*}}\mid N\subseteq A,|N|\in \mathbb {N} _{0}\},}
immer ein algebraischer {\displaystyle x^{*}}-Idealoperator zu
{\displaystyle (\;)_{x^{*}}}.

## x-Idealoperatoren
Die {\displaystyle x^{*}}-Idealmultiplikation
{\displaystyle \cdot _{x^{*}}:{\mathfrak {I}}_{x^{*}}\times {\mathfrak {I}}_{x^{*}}\to {\mathfrak {I}}_{x^{*}},(A_{x^{*}},B_{x^{*}})\mapsto A_{x^{*}}\cdot _{x^{*}}B_{x^{*}}:=(A_{x^{*}}\cdot B_{x^{*}})_{x^{*}},}
besitzt zwar die für Ideale charakteristische Eigenschaft
{\displaystyle \forall A_{x^{*}},B_{x^{*}}\in {\mathfrak {I}}_{x^{*}}:}
{\displaystyle B_{x^{*}}\cdot _{x^{*}}A_{x^{*}}\subseteq A_{x^{*}},}
sie bietet aber im Allgemeinen noch nicht genügend Eigenschaften, um {\displaystyle (S,\cdot )} gut untersuchen zu können. Als gut geeignet für eine allgemeine Idealtheorie hat sich hingegen die folgende Klasse von {\displaystyle x^{*}}-Idealoperatoren erwiesen.

### Definition
So genannte {\displaystyle x}-Idealoperatoren bzw. {\displaystyle x}-Operatoren {\displaystyle (\;)_{x}} sind {\displaystyle x^{*}}-Idealoperatoren, bei denen
Translationen
{\displaystyle \forall t\in S:}
{\displaystyle \vartheta _{t}\colon S\to S,a\mapsto \vartheta _{t}(a):=a\cdot t,}
„stetig“ sind wie bei topologischen Abschlussoperatoren:
{\displaystyle \forall t\in S\;\forall A\in {\mathfrak {P}}(S):}
{\displaystyle \vartheta _{t}{\bigl (}(A)_{x}{\bigr )}\subseteq {\bigl (}\vartheta _{t}(A){\bigr )}_{x}}
mit {\displaystyle \vartheta _{t}(A):=\{\vartheta _{t}(a)\mid a\in A\}=A\cdot \{t\}} für jedes {\displaystyle t\in S} und alle {\displaystyle A\in {\mathfrak {P}}(S)}.

### Eigenschaften
- Mit jedem {\displaystyle x}-Idealoperator {\displaystyle (\;)_{x}} ist auch {\displaystyle (\;)_{x_{s}}} ein {\displaystyle x}-Idealoperator.
- Für jeden {\displaystyle x}-Idealoperator {\displaystyle (\;)_{x}} auf {\displaystyle (S,\cdot )} folgt sogar

{\displaystyle \forall A,B\in {\mathfrak {P}}(S):}
{\displaystyle (A)_{x}\cdot B\subseteq (A\cdot B)_{x}.}
- Die zweiseitigen {\displaystyle x}-Ideale einer Halbgruppe {\displaystyle (S,\cdot )} sind genau die Kerne von bestimmten Halbgruppenhomomorphismen von {\displaystyle (S,\cdot )}, und es gilt

{\displaystyle \forall A,B\in {\mathfrak {P}}(S):}
{\displaystyle (A)_{x}\cdot _{x}(B)_{x}=(A\cdot B)_{x}.}
- Ein zweiseitiges {\displaystyle x}-Idealsystem bildet einen (kommutativen,) assoziativen, quasiganzen und vollständigen multiplikativen Verband {\displaystyle ({\mathfrak {I}}_{x},\vee _{x},\wedge _{x},\cdot _{x})}.
- Ebenso ist {\displaystyle ({\mathfrak {I}}_{x_{s}},\vee _{x_{s}},\wedge _{x_{s}},\cdot _{x_{s}})} für zweiseitige {\displaystyle x}-Ideale ein solcher multiplikativer Verband, der zudem stets algebraisch ist.

### Bemerkungen
- Ein beliebiger {\displaystyle x^{*}}-Idealoperator induziert stets einen {\displaystyle x}-Idealoperator, so dass auch {\displaystyle x}-Idealoperatoren sehr allgemeiner Natur sind.
- Ein anderer, abstrakter Ansatz für eine allgemeine Idealtheorie ist die Beschreibung von Idealsystemen durch entsprechende multiplikative Verbände.
- In der Regel können Begriffe aus der „klassischen“ Idealtheorie, wie Maximalideal, Primideal usw., problemlos für {\displaystyle x}-Ideale übernommen werden.

## r-Idealoperatoren

### Definition
Ein {\displaystyle r}-Idealoperator {\displaystyle (\;)_{r}} auf
{\displaystyle (S,\cdot )} ist ein {\displaystyle x}-Idealoperator, der zusätzlich
translationsabgeschlossen ist, also
{\displaystyle \forall t\in S\;\forall A_{r}\in {\mathfrak {I}}_{r}:}
{\displaystyle \vartheta _{t}(A_{r})\in {\mathfrak {I}}_{r},}
und für den auch noch gilt:
{\displaystyle \forall a\in S:}
{\displaystyle (a)_{r}=\{a\}\cup \vartheta _{a}(S).}

### Eigenschaften
- Für jeden translationsabgeschlossenen {\displaystyle x}-Idealoperator {\displaystyle (\;)_{x}} auf {\displaystyle (S,\cdot )} folgt sogar

{\displaystyle \forall t\in S\;\forall A\in {\mathfrak {P}}(S):}
{\displaystyle \vartheta _{t}{\bigl (}(A)_{x}{\bigr )}={\bigl (}\vartheta _{t}(A){\bigr )}_{x}.}
- Besitzt {\displaystyle (S,\cdot )} ein Einselement 1, dann ist jeder translationsabgeschlossene {\displaystyle x}-Idealoperator {\displaystyle (\;)_{x}} auf {\displaystyle (S,\cdot )} bereits ein {\displaystyle r}-Idealoperator und

{\displaystyle \forall a\in S:}
{\displaystyle \left(1\right)_{x}=S} und {\displaystyle (a)_{x}=\vartheta _{a}(S)=S\cdot \{a\}.}
- {\displaystyle (\;)_{r_{s}}} ist ebenfalls ein {\displaystyle r}-Idealoperator.
- Jedes zweiseitige {\displaystyle r}-Hauptideal ist ein Multiplikationsideal, das heißt

{\displaystyle \forall a\in S\;\forall A_{r}\in {\mathfrak {I}}_{r}:}
{\displaystyle A_{r}\subset (a)_{r}\iff \exists B_{r}\in {\mathfrak {I}}_{r}:B_{r}\cdot _{r}(a)_{r}=A_{r}\neq (a)_{r}.}
- Ein zweiseitiges {\displaystyle (a)_{r}} ist in {\displaystyle ({\mathfrak {I}}_{r},\vee _{r},\wedge _{r},\cdot _{r})} kürzbar, also

{\displaystyle \forall a\in S\;\forall A_{r},B_{r}\in {\mathfrak {I}}_{r}:}
{\displaystyle A_{r}\cdot _{r}(a)_{r}=B_{r}\cdot _{r}(a)_{r}\implies A_{r}=B_{r},}
wenn {\displaystyle a\in S} in {\displaystyle (S,\cdot )} kürzbar ist.

### Bemerkung
- {\displaystyle r}-Idealsysteme weisen alle wesentlichen Eigenschaften der {\displaystyle d}-Idealsysteme von Ringen auf, weshalb sie eine gute Untersuchung der Teilbarkeitsverhältnisse in {\displaystyle (S,\cdot )} erlauben.